# Georg Ludwig Carius

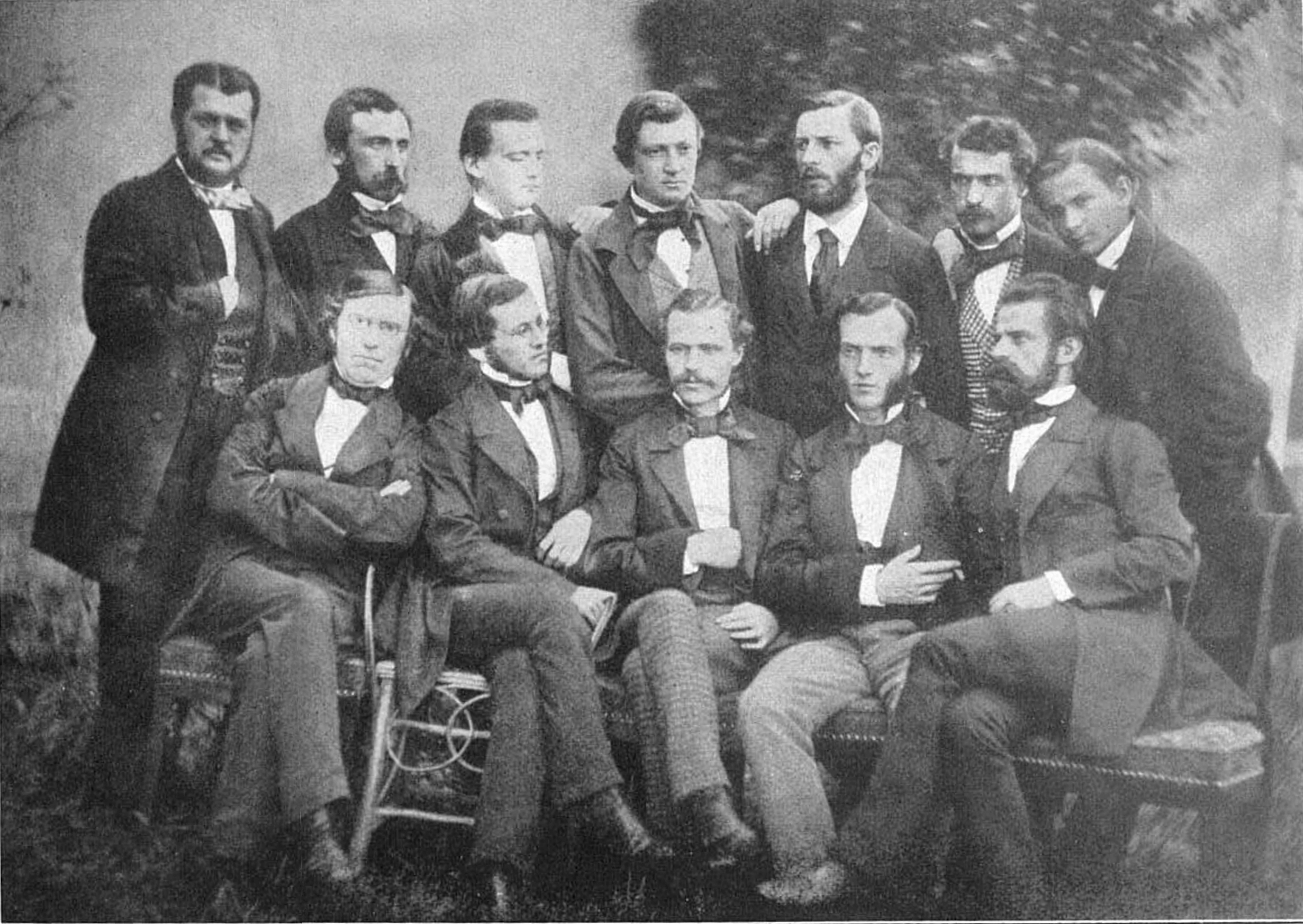
Carius bei Bunsen in Heidelberg

Georg Ludwig Carius (* 24. August 1829 in Barbis, Königreich Hannover; † 24. April 1875 in Marburg) war ein deutscher Chemiker. 
Seine Eltern verlor er in früher Kindheit und der Oberpfarrer Gehring nahm sich seiner an. Nachdem er die Schule in Goslar absolviert hatte, ging er beim Apotheker Dempwolf in die Lehre. Hier entschied er sich, trotz unüberwindlich erscheinender Schwierigkeiten, in Göttingen Chemie zu studieren. 
1850 bis 1852 studierte er bei Friedrich Wöhler in Göttingen. 1852 bis 1858 hatte er eine Assistentenstelle am Universitätslaboratorium zu Heidelberg. Er nahm an Robert Wilhelm Bunsens physikalisch-chemischen Untersuchungen von Gasen teil, wurde 1853 promoviert und nach der Habilitation im Jahr 1857 Privatdozent in Heidelberg. 1861 wurde er dort außerordentlicher Professor und 1865 ordentlicher Professor der Chemie an der Universität zu Marburg. Carius entwickelte 1860 eine Methode zur quantitativen Bestimmung von Halogen, Schwefel und Phosphor in organischen Verbindungen, das auf der Oxidation mit rauchender Salpetersäure in einem zugeschmolzenen dickwandigen Bombenrohr  (englisch: Carius tube) und nachfolgender gravimetrische Bestimmung der so gebildeten Halogenide, Sulfate und Phosphate beruht.  Weiterhin ist er durch  sein Lehrbuch zu mehrbasigen Säuren bekannt. 

## Werke
- Neue Synthese aromatischer Säuren. In: Schriften der Gesellschaft zur Beförderung der Gesamten Naturwissenschaften 9,7, Elwert’sche Univ.-Buchhandlung, 1872, S. 233–250.